# Club des 27

Graffiti de Jonathan Kis-Lev à Tel Aviv représentant le club des 27 : Brian Jones, Jimi Hendrix, Janis Joplin, Jim Morrison, Jean-Michel Basquiat, Kurt Cobain et Amy Winehouse.

Le club des 27, appelé aussi Forever 27 Club, 27 Club ou le Club 27, est le surnom donné à un ensemble d'artistes célèbres du rock et du blues qui ont comme point commun d'être morts à l'âge de 27 ans, principalement de mort violente.

## Description
Les événements déclencheurs de la création du « club » furent les morts rapprochées de Brian Jones, Jimi Hendrix, Janis Joplin et Jim Morrison entre juillet 1969 et juillet 1971. Kurt Cobain fut par la suite ajouté à la liste à sa mort en 1994. Pour Charles R. Cross, biographe de Kurt Cobain et de Jimi Hendrix, « ce n'est qu'à partir du suicide de Cobain que l'idée du club des 27 s'est imposée dans l'inconscient collectif »,.
En 2009, Eric Segalstad et Josh Hunter consacrèrent un ouvrage au « club des 27 », The 27s: The Greatest Myth of Rock & Roll, considérant que les musiciens qui deviennent stars vers 20 ans adoptent rapidement des comportements à risque pour rejoindre le panthéon des rockers superstars disparus. Une étude, menée en 2011 en Australie par des statisticiens (dirigés par Adrian Barnett) de la santé sur 1 046 musiciens dont un album est arrivé numéro un des ventes au Royaume-Uni entre 1956 et 2007, précise qu'il ne semble pas exister de pic de mortalité vers cet âge chez ces musiciens ; ceux-ci ont cependant deux à trois fois plus de risques de mourir prématurément que la moyenne entre la vingtaine et la trentaine. Factuellement, ce regroupement selon l'âge de la mort n'a aucun fondement : des années 1980 à la fin des années 2000, aucune mort n'est à constater parmi ces artistes, ce que les chercheurs interprètent comme une meilleure prise en charge des overdoses d'héroïne.
Le « club des 27 » connaît un regain de notoriété en juillet 2011, après la mort d'Amy Winehouse à 27 ans, de nombreux médias y intégrant désormais la chanteuse,,,,.

## Musiciens du club des 27

### Les plus souvent inclus
| Personnalité | Personnalité     | Dates & âge       | Dates & âge       | Dates & âge                | Cause officielle de la mort                     | Profession                                                                              |
| Personnalité | Personnalité     | Naissance         | Mort              | Âge                        | Cause officielle de la mort                     | Profession                                                                              |
| ------------ | ---------------- | ----------------- | ----------------- | -------------------------- | ----------------------------------------------- | --------------------------------------------------------------------------------------- |
|              | Robert Johnson , | 8 mai 1911        | 16 août 1938      | 27 ans, 3 mois et 8 jours  | Inconnue                                        | Bluesman américain                                                                      |
|              | Brian Jones ,    | 28 février 1942   | 3 juillet 1969    | 27 ans, 4 mois et 5 jours  | Noyé dans sa piscine                            | Fondateur des Rolling Stones, guitariste et multi-instrumentiste du groupe britannique. |
|              | Jimi Hendrix ,   | 27 novembre 1942  | 18 septembre 1970 | 27 ans, 9 mois et 22 jours | Asphyxie à la suite d'une surdose de médicament | Guitariste, auteur, compositeur, interprète américain                                   |
|              | Janis Joplin ,   | 19 janvier 1943   | 4 octobre 1970    | 27 ans, 8 mois et 15 jours | Overdose d'héroïne                              | Chanteuse américaine, compositrice et fondatrice du groupe Full Tilt Boogie Band        |
|              | Jim Morrison ,   | 8 décembre 1943   | 3 juillet 1971    | 27 ans, 6 mois et 25 jours | Crise cardiaque                                 | Chanteur, poète et auteur américain, cofondateur des Doors                              |
|              | Kurt Cobain ,    | 20 février 1967   | 5 avril 1994      | 27 ans, 1 mois et 16 jours | Suicide par balle                               | Chanteur, auteur-compositeur, guitariste américain, cofondateur de Nirvana              |
|              | Amy Winehouse ,  | 14 septembre 1983 | 23 juillet 2011   | 27 ans, 10 mois et 9 jours | Mort accidentelle à la suite d'un abus d'alcool | Chanteuse, auteur-compositeur, interprète britannique                                   |

### Autres membres du club moins cités
| Nom                       | Date de la mort   | Cause officielle de la mort                        | Profession                                                             |
| ------------------------- | ----------------- | -------------------------------------------------- | ---------------------------------------------------------------------- |
| Karlrobert Kreiten        | 7 septembre 1943  | Exécution par pendaison                            | Pianiste allemand                                                      |
| Bob Gordon                | 28 août 1955      | Accident de voiture                                | Saxophoniste américain                                                 |
| Jesse Belvin              | 6 février 1960    | Accident automobile                                | Pianiste et chanteur afro-américain de rhythm and blues                |
| Alexendra                 | 31 juillet 1969   | Accident automobile                                | Chanteuse allemande                                                    |
| Ria Bartok                | 28 février 1970   | Mort dans un incendie provoqué par une cigarette   | Chanteuse française                                                    |
| Alan Wilson               | 3 septembre 1970  | Overdose                                           | Guitariste, harmoniciste et chanteur du groupe américain Canned Heat   |
| Arlester "Dyke" Christian | 7 mars 1971       | Assassinat par arme a feu                          | Chanteur et fondateur du groupe américain Dyke and the Blazers         |
| Leslie Harvey             | 3 mai 1972        | Électrocution                                      | Guitariste du groupe écossais Stone the Crows                          |
| Ron « Pigpen » McKernan   | 8 mars 1973       | Hémorragie intestinale liée à l'alcoolisme         | Cofondateur du groupe américain Grateful Dead, claviériste et chanteur |
| Dave Alexander            | 10 février 1975   | Œdème aigu du poumon                               | Bassiste du groupe américain The Stooges première période              |
| Pete Ham ,                | 24 avril 1975     | Suicide par pendaison                              | Chanteur, guitariste et claviériste du groupe Badfinger                |
| Gary Thain                | 8 décembre 1975   | Overdose d'héroïne                                 | Bassiste des groupes Keef Hartley Band et de Uriah Heep.               |
| Helmut Köllen             | 2 mai 1977        | Intoxication au monoxyde de carbone                | Bassiste et chanteur du groupe de rock progressif allemand Triumvirat  |
| José Carlos Schwarz       | 27 mai 1977       | Accident d’avion près de La Havane                 | grand poète et musicien engagé de Guinée-Bissau                        |
| André Paiement            | 23 janvier 1978   | Suicide                                            | Dramaturge et compositeur de musique de théâtre franco-canadien        |
| Chris Bell (en)           | 27 décembre 1978  | Accident de voiture                                | Guitariste du groupe américain Big Star, puis artiste solo             |
| Jacob Miller              | 23 mars 1980      | Accident de voiture                                | Chanteur du groupe Inner Circle                                        |
| D. Boon ,                 | 22 décembre 1985  | Accident de voiture                                | Chanteur, guitariste et fondateur des Minutemen                        |
| Alexandre Bachlatchev     | 17 février 1988   | Suicide par chute                                  | chanteur et guitariste russe                                           |
| Jean-Michel Basquiat ,    | 12 août 1988      | Overdose                                           | Peintre et musicien du groupe Gray                                     |
| Pete de Freitas           | 14 juin 1989      | Accident de moto                                   | Batteur de Echo and the Bunnymen                                       |
| Marco Aurelio Yano        | En 1991           | Tumeur du cerveau                                  | Compositeur de musique classique brésilien                             |
| Mia Zapata                | 7 juillet 1993    | Viol et meurtre                                    | Chanteuse du groupe grunge The Gits                                    |
| Kristen Pfaff ,           | 16 juin 1994      | Overdose d'héroïne                                 | Bassiste du groupe Hole                                                |
| Richey Edwards            | Février 1995      | Disparition (suicide présumé)                      | Guitariste rythmique des Manic Street Preachers                        |
| Stretch                   | 30 novembre 1995  | Assassinat par arme à feu                          | Rappeur américain                                                      |
| Fat Pat                   | 3 fevrier 1998    | Assassinat par arme à feu                          | Rappeur américain                                                      |
| Freaky Tah                | 28 mars 1999      | Assassinat par arme à feu                          | Rappeur américain                                                      |
| Tom Bouthier              | 6 novembre 1998   | Suicide                                            | Disc Jockey français                                                   |
| Denis Wielemans           | 30 mai 2010       | Accident de voiture                                | Batteur du groupe Girls in Hawaii                                      |
| Nicole Bogner             | 6 janvier 2012    | Cancer                                             | Chanteuse autrichienne de Métal symphonique                            |
| Monkey Black              | 30 avril 2014     | Meurtre                                            | Rappeur dominicain                                                     |
| Shot                      | 21 septembre 2017 | Diabète                                            | rappeur kazakh-russe                                                   |
| Jonghyun                  | 18 décembre 2017  | Suicide au monoxyde de carbone                     | Chanteur principal du groupe SHINee, compositeur parolier              |
| Fredo Santana             | 20 janvier 2018   | Cancer du rein lié à sa forte consommation de lean | Rappeur américain de Chicago, cousin de Chief Keef                     |

## Dans la culture populaire

### Musique
- 27 par Fall Out Boy sur l'album Folie à deux (2008).
- Colors de Halsey contient les paroles « I hope you make it to the day you're 28 years old » (j'espère que tu atteindras 28 ans) sur l'album Badlands (2015)[26].
- Au club 27 (À quel âge est-on immortel ?) par Mike Lécuyer sur l'album 5 (2017, Bluesiac BL8718).
- Club des 27 par Jok'Air sur l'album Jok’Travolta (2019, WM FR Affiliated/Play Two). Le morceau démarre par un extrait de Janis: Little Girl Blue, un documentaire sur la vie de Janis Joplin. Jok'Air fait aussi référence à Amy Whinehouse dans les paroles. Enfin, le clip est rempli d'extraits et de références à divers membre du Club des 27.
- L'Île inconnue de la chanteuse Stéphane, issue de son album Madame (2023) parle de plusieurs chanteurs faisant partie du Club des 27.

### Jeux vidéo
- Dans le jeu Hitman de 2016, une mission s'intitule « Club 27 ». L'un des objectifs est d'assassiner le chanteur et leader fictif d'un groupe de rock, Jordan Cross[27]. La mission se passe le jour des 27 ans de Jordan Cross. Le titre de la mission ainsi que l'ambiance sont clairement une référence au Club des 27[27]. Dans une discussion, deux personnages non-joueurs s'inquiètent de l'âge de Jordan Cross et de son risque de mourir dans l'année qui va suivre[réf. souhaitée].